# Edvin Ryding
Edvin Ryding est un acteur suédois, né le 4 février 2003 à Stockholm. Il se fait connaître grâce au rôle du prince Wilhelm dans la série télévisée Young Royals en 2021 sur Netflix.

## Biographie
Lars Edvin Folke Ryding naît le 4 février 2003 dans le quartier de Östermalm[réf. nécessaire], à Stockholm.
En 2009, il commence sa carrière d'acteur à la télévision, dans la mini-série Mannen under trappan.
En 2015, il apparaît dans le long métrage Braquage à la suédoise (Jönssonligan: Den perfekta stöten) d'Alain Darborg.
En novembre 2020, il se joint à Omar Rudberg, Malte Gårdinger (en) et d'autres acteurs, pour interpréter le prince Wilhelm dans la série Young Royals sur Netflix,.
Début septembre 2022, il commence le tournage du film catastrophe The Abyss (Avgrunden) de Richard Holm, aux côtés de Tuva Novotny, qui sortira en avant-première mondiale, le 15 septembre 2023, en Suède.
En 2025 il joue dans la série A Life's Worth - Le prix d'une vie . Elle traite de la Guerre de Bosnie-Herzégovine, et est diffusée sur Arte.

## Filmographie

### Cinéma

#### Longs métrages
- 2011 : The Crown Jewels (Kronjuvelerna) d'Ella Lemhagen : Richard Persson
- 2011 : The Stig-Helmer Story de Lasse Åberg
- 2012 : Nobels testamente de Peter Flinth : Kalie
- 2012 : Prime Time d'Agneta Fagerström-Olsson : Kalie (vidéo)
- 2012 : Studio Sex d'Agneta Fagerström-Olsson : Kalie (vidéo)
- 2012 : Den röda vargen d'Agneta Fagerström-Olsson : Kalie (vidéo)
- 2012 : Livstid d'Agneta Fagerström-Olsson : Kalie (vidéo)
- 2012 : En plats i solen de Peter Flinth : Kalie (vidéo)
- 2013 : IRL d'Erik Leijonborg : Jonas, le petit frère
- 2015 : Braquage à la suédoise (Jönssonligan: Den perfekta stöten) d'Alain Darborg : Charles, jeune
- 2023 : The Abyss (Avgrunden) de Richard Holm (sv) : Simon
- 2024 :  A part of you[6] de Sigge Eklund : noël
- 2025 : 28 Ans plus tard (28 Years Later) de Danny Boyle : Erik Sundqvist

#### Courts métrages
- 2014 : Om allt vore på riktigt de Stephane Mounkassa et Stefan Sundin : Josef
- 2024 : Jordskred de Julius Wadman : Adam

### Télévision

#### Séries télévisées
- 2009 : Mannen under trappan : Fabian Kreutz (mini-série, 4 épisodes)
- 2013 : Biciklo - Supercykeln : Valle Forslin (Walfrid) (3 épisodes)
- 2013-2017 : Fröken Frimans krig : Gunnar Andersson (12 épisodes)
- 2014 : Bastuklubben : Jarmo, jeune (6 épisodes)
- 2015-2022 : Gåsmamman : Linus Ek (40 épisodes)
- 2018 : Storm på Lugna gatan : Sylvester (23 épisodes)
- 2019-2020 : Älska mig : Viktor (7 épisodes)
- 2020 : Maria Wern : Elliot (2 épisodes)
- 2021-2024 : Young Royals : Wilhelm (18 épisodes ; 3 saisons)
- 2023 : Big Mouth : Adolescent suédois (voix ; saison 7, épisode 6 : The International Show)
- 2025 : A life’s worth : Strand

## Voix françaises
- Julien Bouanich dans :
  - Young Royals (série télévisée)
  - The Abyss

et aussi
- Garlan Le Martelot dans Une partie de toi
- Alexis Ballesteros dans A Life's Worth : le prix d'une vie (série télévisée)
- Cyril Descours dans 28 Ans plus tard

## Distinction
Récompense
- Festival international du film de Stockholm 2021 : Étoile montante pour Young Royals[7]